# Технологическо училище „Електронни системи“
Технологично училище „Електронни системи“ (с абревиатура: ТУЕС) към Технически университет – София е специализирано техническо училище в София. Разположено е в ж.к. „Младост 1“, близо до УМБАЛ „Света Анна“ (Окръжна болница). Към 2024 г. временно изпълняваща длъжността директор на училището е ст. преп. д-р Веселка Христова.

## История
Създадено през 1988 г., то има за цел да подготвя кадри със средно образование в областта на компютърните науки и информационните технологии. Първоначално директор е Златка Петрова, а заместник-директор е Стефан Чернаев. Дълги години директор на училището е д-р Анатол Френски.
Училището се разполага в блокове 8 и 9 на ТУ – София.

## Общи специални предмети
Изучаването на специализирани учебни дисциплини започва още първата година на учебния курс и се засилва с всяка изминала учебна година.
- Информационни технологии. Изучава се от 8-и до 10-и клас. Учебният материал включва бази данни, уеб програмиране, компютърни мрежи и други.
- Електронни елементи. Предмет, в чиято основа лежи изучаването на полупроводникови прибори.
- Електротехника.
- Увод в програмирането.
- Въведение в специалността.